# Pottoka

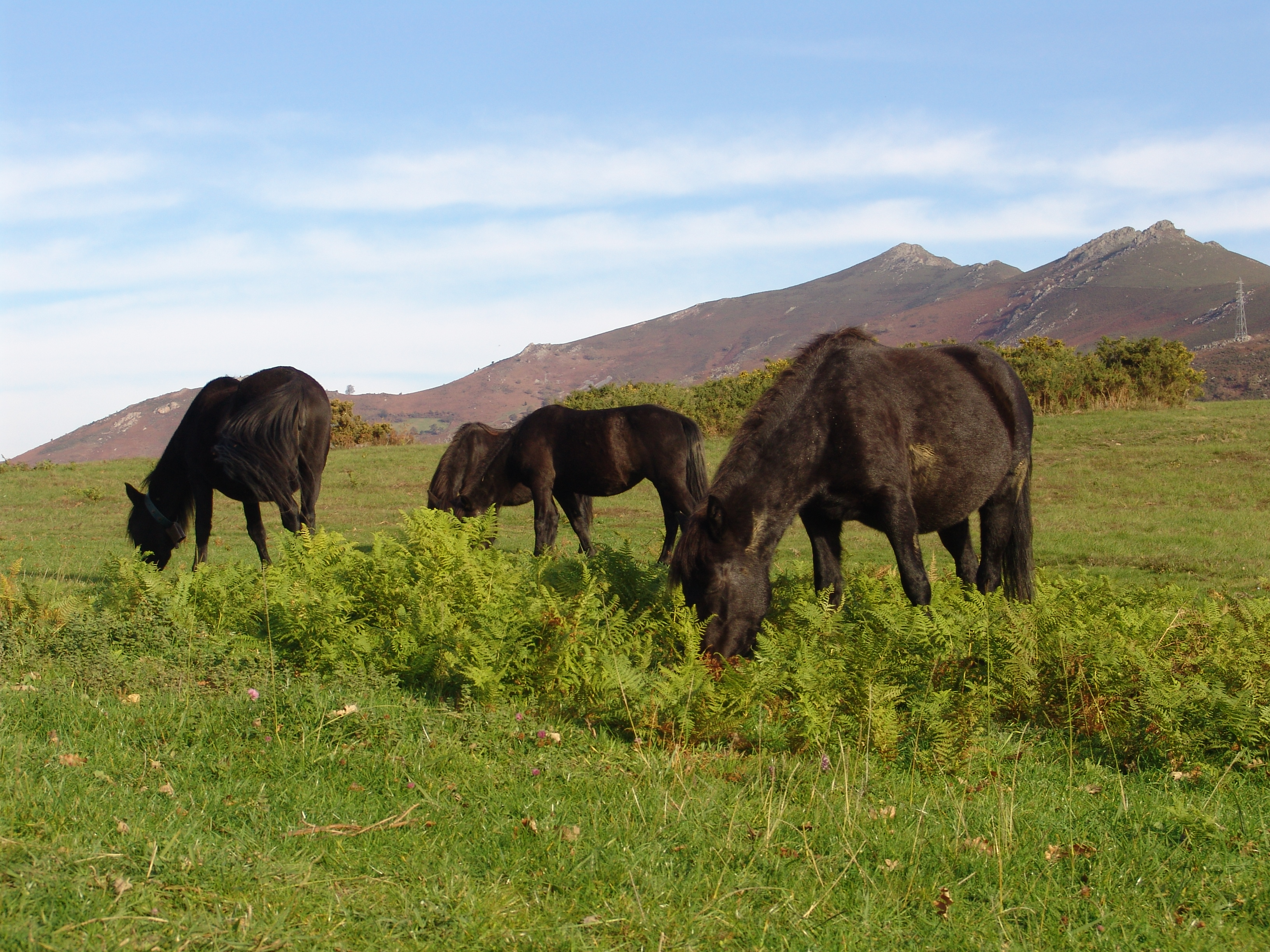
Pottokas en la Xareta, muga navarro-francesa.

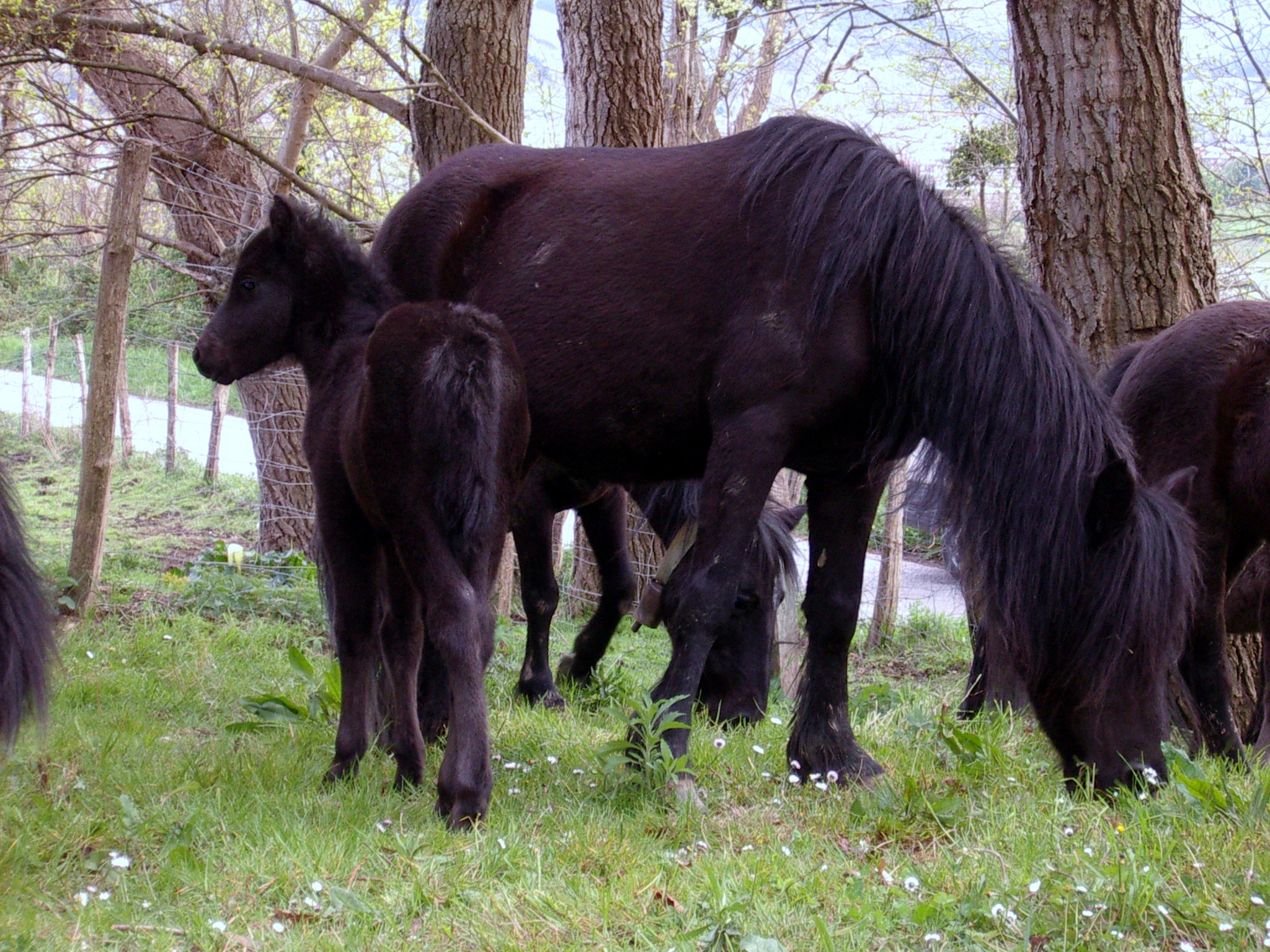
Grupo de Pottokas en Fuenterrabía, Guipúzcoa.

Pottoka, voz del euskera que significa caballito, es el nombre con el que se conoce una raza de Equus caballus de pequeña envergadura o poni, que habitaron casi sin cambios, desde el Paleolítico y hasta la actualidad, los territorios montañosos de la cordillera Cantábrica, en la península ibérica y de los Pirineos en ambas vertientes.
Se distinguen al menos ocho razas autonómicas en este grupo cántabro-pirenaico: el garrano de Portugal, el Caballo de Pura Raza Gallega en Galicia, el asturcón en Asturias, el monchino en Cantabria, el losino en el norte de Burgos, la jaca navarra en Navarra, la Pottoka también en Navarra, el caballo de Merens en los Pirineos y el pottoka en el País Vasco.
La Jaca Navarra, y la Pottoka, son dos razas similares, pero diferentes. La Pottoka ancestral todavía se puede ver en algunos caserios o baserris del País Vasco y Navarra.
La Jaca Navarra es una raza recuperada de la que solo hay  trescientos cincuenta ejemplares, aproximadamente, y se encuentran en la finca Sabaiza, propiedad de Diputación Foral de Navarra.
Otra raza emparentada, de poca alzada, pero mucho más musculoso y pesado, a veces llamado de Anca Partida, es el Caballo de Burguete, resultado del cruce con razas de tiro francesas.
El caballo de Merens también es incluido en este grupo de caballos por parte de diversos autores, y se trata probablemente de una mezcla con caballos ibéricos y bereberes.

## Historia
Ya en cuevas prehistóricas, como las de Santimamiñe en Vizcaya o Ekain en Guipúzcoa, aparecen representados los primeros équidos de los que se tiene constancia.[cita requerida]

## Hábitat y comportamiento
Viven desde la antigüedad agrupados en manadas salvajes, sin jerarquías de dominancia como demuestran estudios etológicos y avala la ISES, Sociedad Internacional de la Ciencia de la Equitación.  
Se pueden contemplar con facilidad en cualquier ladera de montaña vasca.
Esta raza de caballo, por su antigüedad y conservación, ha sido escogida como la más recomendada para reintroducir (Rewilding) al caballo salvaje europeo o Tarpán en zonas de los Pirineos y N.E peninsular.

## Características
Es un poni de aceptable conformación general y que puede definirse como un animal elipométrico, subcóncavo y subrevilíneo o mediolíneo. La alzada media oscila entre 1,25 m de las hembras y 1,23 m de los machos. El perfil de la cabeza varía del recto al subcóncavo, siendo en general una cabeza armónica, piramidal y proporcionada. La cara es recta, con un tupé característico. Las capas pueden ser negra o castaña muy oscura. Los pottokas de pura raza son de capa totalmente negra y las manchas; otro color que no sea el negro o el castaño muy oscuro son síntomas de mestizaje. Son animales a los que se puede definir como équidos resistentes, rápidos, rústicos, fuertes, dóciles y aptos para la caza, monta, paseos y saltos de obstáculos. Han sido precisamente estas últimas funciones, las que están ayudando a que esta raza no desaparezca, a pesar de encontrarse en peligro de extinción. Sus características están mejor explicadas en la web de "Zaldibi Aralar Pottoka Elkartea" y en la web de "EPOFE, Federación de criadores de la raza Pottoka de Euskadi".

## Uso del pottoka como animal de trabajo

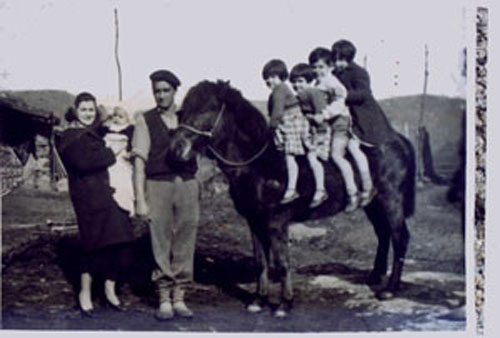
Un Pottoka en Cestona, Guipúzcoa, a principios del

En el pasado se les ha utilizado como tractores de los vagones en las minas, para las labores de labranza y tiro en los caseríos, limpieza de argomas y pastos de montaña, en las eras para la trilla de los cereales y como suministro de carne en carnicerías.
Las Diputaciones Forales de Vizcaya y Guipúzcoa disponen de dos centros de cría y multiplicación de esta raza. En el País Vasco francés (Labort, Sola y Baja Navarra) está más extendida su crianza, y en Navarra ahora se está empezando a trabajar a nivel particular para recuperarla y promocionarla.
Está ampliamente documentada la exportación de miles de pottokas para trabajar en las minas inglesas, lo que hizo que la raza influyera ampliamente en las razas de ponis ingleses de Dartmoor y Exmoor. Junto con los pottokas también fueron importados para el trabajo en las minas caballos monchinos y asturcones, razas equinas que como ya se ha dicho son muy cercanas a los pottokas.